# Apencelský chocholáč
Apencelský chocholáč je plemeno kura domácího.
Tato slepice je již několik staletí obyvatelka Alpské oblasti. Byla již v 15. století chována v klášterech. Tyto čilé a vitální slepice jsou ideálně přizpůsobeny horským podmínkám. Výtečně lezou po skalnaté půdě a umějí neobyčejně dobře létat. Protože mají jen malé krční laloky a místo hřebínku jen dva malé růžky, nemůže jim ublížit ani krutý mráz. Typický rasový znak je úzká, dopředu nakloněná péřová kapuce na hlavě, která připomíná kostým kapuce Appenzellerského nedělního oděvu.
Z deseti původních různých zabarvení přežilo jen pět: nejčastěji jsou stříbrno-černě tečkované. Mnohem vzácnější jsou zlato-černě tečkované, čistě zlaté, černé a bílé.
Znakem těchto Appenzellerských slepic je jejich výrazná ozdoba na hlavě: úzká dopředu nakloněná péřová kapuce na hlavě, která připomíná kostým kapuce Appenzellerského nedělního oděvu.

## Rasový popis
Appenzellerské slepice jsou ideálně přizpůsobeny horským podmínkám, výtečně lezou po skalnaté půdě a umějí neobyčejně dobře létat.
Rády přespávají na stromech, dokonce i v zimě. Protože mají jen malé krční laloky a místo hřebínku jen dva malé růžky, nemůže jim ublížit ani krutý mráz. Slepice váží jen něco přes 1 kg a kohouti něco málo přes 1,5 kg.
Tyto slepice jsou relativně dobré nosnice: v prvním roce snesou přibližně 150 bílých a 55 gramů vážících vajec. Jejich instinkt hnízdění je velmi omezen. V posledním století existovalo více než deset různých zabarvení této rasy. Dodnes jich přežilo jen pět: nejčastěji jsou stříbrno-černě tečkované. Mnohem vzácnější jsou zlato-černě tečkované, čistě zlaté, černé a čistě bílé. Mladí kohouti se nechají od 8–9 týdne rozeznat na základě jejich růžků a na rozdíl od jejich sester větších krčních laloků.

### Původ a vývoj
Tento druh měl být už v 15. století chován v Alpských klášterech. K rodu těchto slepic mohli brabanti připočítat jak starou holandskou rasu, tak také dva francouzské opeřené zástupce La Fléche a Créve-Couer. Ve 20. století zůstaly tyto slepice už jen v Appenzelleru a proto byly pojmenovány nadále Appenzellerskými špičatými kapucemi. Appenzellerští pojmenovávají, ale také své Appenzellerské slepice Gässerschnäpfli nebo Tschüpperli. Na začátku padesátých let rasa málem vyhynula, kdyby neexistoval závazek několika chovatelů. Jeden z prvních projektů ProSpecieRara se v roce 1983 chovu tohoto druhu ujal. Ještě téhož roku se pod dozorem nadace vylíhlo 230 kuřat. Na podzim 1983 se z těchto mladých slepic sestavilo 19 chovatelských skupin.

### Dnešní rozšíření
Slepice se chovají v celém Švýcarsku, hlavní těžiště leží ve východním Švýcarsku.